# 经济学学士
經濟學學士，經濟學學士學位，英文簡稱BEc(Bachelor of Economics)，順利完成高等教育中經濟學類課程能獲得的學士學位。一般需要完成微觀經濟學、宏觀經濟學、國際經濟學、金融學、統計學、財政學、計量經濟學、會計學、世界貿易組織、國際貿易等經濟類課程，同時也會可能需要完成如合同法學之類與經濟相關的配套課程。